# Mary Ford
Mary Ford (el seu nom real era Iris Colleen Summers) (El Monte, Califòrnia, 7 de juliol de 1924 - Arcadia, Califòrnia, 30 de setembre de 1977) va ser una vocalista i guitarrista estatunidenca, que amb el seu marit va formar el duo Les Paul i Mary Ford. Entre 1950 i 1954, la parella va tenir setze èxits entre els deu primers, entre els quals How High the Moon i Vaya con Dios, que van ocupar el primer lloc a les llistes de Billboard. Només el 1951 van vendre sis milions de discos. Van ser dels primeres a fer enregistraments multipista.

## Biografia
Iris Colleen Summers (Mary Ford era el seu nom artístic) va néixer a El Monte, (Califòrnia). Era filla de Marshall McKinley Summers (1896-1981), un ministre natzarè, que més tard va ser contractista de pintura, i la seva dona, Dorothy May White Summers. Mary Ford va tenir tres germans i tres germanes: Byron, Esther, Carol, Bruce, Evan i Bob. La seva era una família de músics. Els seus pares van marxar de Missouri, i van viatjar per tot el país cantant música gospel i predicant pels Estats Units. Finalment es van establir al sud de Califòrnia, on van ser escoltats a la primera emissora de ràdio cristiana de Pasadena. Les seves germanes i germans eren tots músics. Bruce era organista de jazz; Bob era un compositor de música de cinema.
Mentre encara era estudiant de secundària, Colleen Summers cantava a les esglésies de Pasadena amb una altra noia, Mildred L. "Milly" Watson (més tard Millie Pace), i més tard va fer enregistraments de gospel amb el germà gran de Milly, Marvin, per al qual va escriure algunes cançons. El 1939 Summers i Milly van guanyar un concurs de joves talents de Pasadena en el jurat del qual hi havia «diverses personalitats de Hollywood, entre les quals una molt jove Judy Garland». Amb l'esperança de tenir una carrera musical, Summers i Milly Watson van perdre l'interès per l'escola, sovint feien campana i van acabar deixant els estudis, tot i que només van trobar feina com a assistents de cinema.

## Carrera
El 1943, Colleen Summers, juntament amb Vivian Earles i June Widener, la germana del guitarrista i vocalista de swing occidental Jimmie Widener, van formar el grup les Sunshine Girls, un trio de música country que cantava com a reforç de Jimmy Wakely i el seu trio. Actuaven regularment a The Hollywood Barn Dance, un exitós programa setmanal de la cadena CBS de ràdio que s'emetia els dissabtes a la nit, presentat per Foy Willing i animat per Cliffie Stone.
El 1944, les Sunshine Girls van actuar amb Jimmy Wakely a la pel·lícula de la RPC I'm from Arkansas, en la qual van cantar un parell de cançons amb Wakely.
El 1945, quan Eddie Dean va presentar-la al guitarrista Les Paul, Summers era una popular vocalista de l'oest a Dinner Bell Round-Up Time, un programa de ràdio de la cadena KXLA. Els dos van començar a actuar junts el 1946 i va ser substituïda a Sunshine Girls inicialment per Marilyn Myers Tuttle i més tard, per la seva germana gran.
Colleen Summers va participar en el programa de ràdio Melody Ranch de la CBS de Gene Autry com a membre del repartiment i va actuar-hi com a vocalista des de juliol fins a principis de novembre de 1946.
El 1946–48, Summers va treballar com a actriu radiofònica a The All-Star Western Theatre, un programa presentat per Foy Willing i els seus Riders of the Purple Sage.
El 1947, Summers va iniciar una relació sentimental amb Les Paul, que estava casat amb Virginia M. Webb i passaven una crisi, ja que ella ja no podia suportar les tensions de la seva carrera en el món de l'espectacle. El gener de 1948, quan viatjaven per la Ruta 66 a través d'Oklahoma, el cotxe de la parella, conduït per Summers, va sortir de la carretera i va caure m´´es de sis metres i van aanr a parar a un rierol congelat. Després de l'accident, Summers es va identificar davant les autoritats com Iris Watson. Entre altres lesions, lPaul es va trencar el colze dret es va trencar i van passar divuit mesos abans que pogués tornar a tocar la guitarra. La seva dona va marxar amb els fills a Chicago i Summers va instal·lar-se a la casa de Paul, on ella el va cuidar mentre es recuperava dels efectes de l'accident.
L'estiu de 1949, Summers va actuar amb el nom artístic de Mary Ford. Per evitar confondre el seu públic amb la música que havia fet fins llavors, inicialment Paul va anomenar la seva parella musical «Mary Lou», però més tard, va seleccionar el nom artístic «Mary Ford» entre els noms d'una guia telefònica perquè volia que el nom d'ella fos tan curt com el seu.
Aquell mateix any, després que Les Paul es divorciés de la seva primera esposa, la parella es va casar el 29 de desembre en una senzilla cerimònia privada a Milwaukee (Wisconsin). La parella va tenir tres fills: el primer, nascut el 26 de novembre de 1954, va morir quatre dies després; Mary Colleen Paul, a qui van adoptar el 1958; i Robert Ralph «Bobby» Paul, nascut el 1959.

## Carrera amb Les Paul

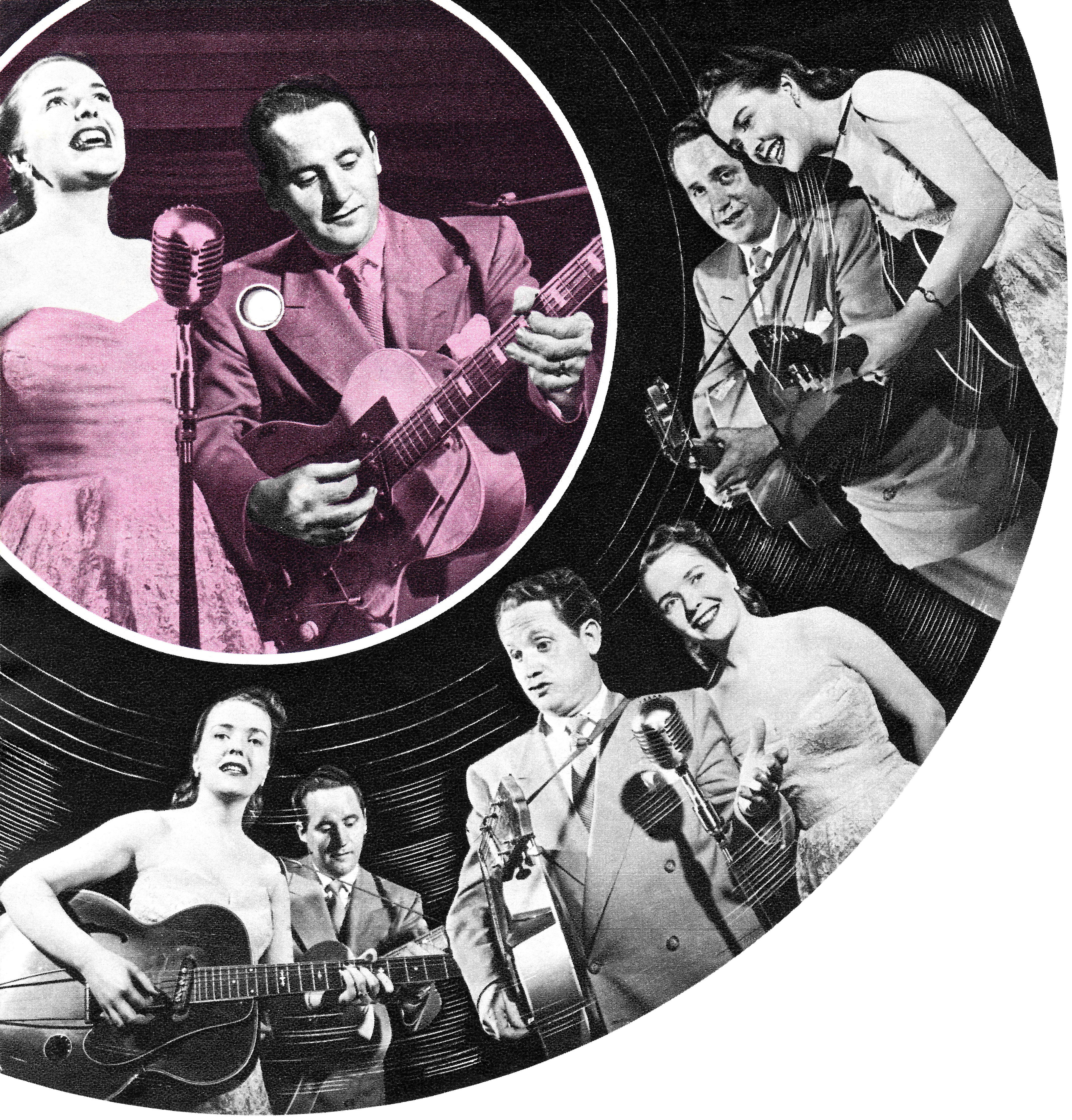
Muntatge de fotografies de Les Paul i Mary Ford al número d'agost de 1951 de The American Magazine.

Poc després del seu casament, Ford i Paul van començar a fer programes de ràdio junts per a la NBC, incloent Les Paul i Mary Ford at Home, un programa de quinze minuts que s'enregistrava i s'emetia tots els divendres a la nit.
Ford i Paul van ser superestrelles de la música durant la primera meitat de la dècada de 1950, fent 28 èxits per a Capitol Records entre 1950 i 1957, incloent "Tiger Rag", "Vaya con Dios" (11 setmanes al número 1), "Mockin' Bird". Hill " (top 10), "How High the Moon" (nou setmanes al número 1), "Bye Bye Blues" i "The World Is Waiting for the Sunrise". Aquestes cançons presentaven Ford harmonitzant amb ella mateixa, donant a la veu un so nou. Paul i Ford van fer tots els seus enregistraments a casa o a la carretera i van presentar els màsters a Capitol, amb Paul dictant a la companyia discogràfica quines cançons estaven destinades a convertir-se en èxits. Paul i Ford també van utilitzar la tècnica d'enregistrament, ara omnipresent, coneguda com a close miking, on el micròfon es troba a menys de sis polzades de la boca del cantant. Això produeix un so més íntim i menys reverberant que quan el cantant està a un metre o més del micròfon (vegeu efecte de proximitat). També emfatitza els sons de baixa freqüència a la veu. El resultat era un estil de cant que divergia fortament d'estils anteriors, com ara la veu al teatre musical dels anys 30 i 40.
Després de llargues gires i gravacions, la parella va decidir abandonar Hollywood i es va traslladar a la ciutat de Nova York per fer el crossover de la ràdio a la televisió. Van agafar un apartament estret a l'antic barri de Nova York de Paul, on van concebre i van gravar el seu arranjament de "How High The Moon", un arranjament de múltiples capes que conté dotze sobregrabats amb la guitarra i la veu de Ford. Tot i que Capitol es va mostrar reticent a llançar aquesta cançó, després d'haver obtingut diversos èxits més amb Capitol, inclosos "Tennessee Waltz" i "Mockin' Bird Hill", el tema "How High The Moon" va ser publicat el març de 1951. En un mes, "How High The Moon" i "Mockin' Bird Hill" van arribar als primers llocs -u i dos- de Your Hit Parade, respectivament.
Durant l'any 1951, Ford i Paul van guanyar 500.000 dòlars i havien enregistrat més èxits dels deu primers durant l'any que Bing Crosby, Frank Sinatra i The Andrews Sisters junts. També van empatar Patti Page com a artista discogràfica més venuda, després d'haver venut més de sis milions de discos des del gener de 1951.
Paul va comprar un Cadillac per utilitzar-lo en els seus recorreguts per carretera, el volia amb molt d'espai per a tot el seu equip electrònic. També van comprar un refugi de bosc a Mahwah, Nova Jersey, a les muntanyes Ramapo, i la seva mansió incloïa un estudi de gravació i una cambra d'eco excavada en una muntanya veïna. El setembre de 1952, després de tancar "I'm Sitting on Top of the World", Ford i Paul van navegar cap a Londres per presentar-se al Palladium Theatre, on van debutar davant la reina Elisabet II i la família reial. El 1952, el seu so innovador va ser satiritzat per Stan Freberg en el seu enregistrament de "The World Is Waiting for the Sunrise" (Capitol, F 2279).
L'any 1953 la parella va gravar "Vaya con Dios" (Capitol 2486), la cançó més venuda de la seva carrera. Va ser publicada el juny de 1953, va entrar a les llistes de <i id="mwpg">Billboard</i> el 13 de juny de 1953, va assolir el número u el 8 d'agost i va romandre allà durant un total de nou setmanes. La cançó va durar trenta-una setmanes a la llista, i també va arribar al número u a la llista de Cash Box.
Després de l'èxit de "Vaya con Dios", l'any 1953 la parella va presentar The Les Paul and Mary Ford Show, el seu propi programa de televisió diari emès des de casa seva Mahwah. L'espectacle, que durava cinc minuts i estava patrocinat per Listerine, va funcionar des de l'any 1953 fins a 1960 a la NBC i en sindicació. A principis de 1955, l'augment de la popularitat de la música rock and roll finalment va amenaçar la popularitat de molts intèrprets, inclosos Paul i Ford. El 1955, van donar un concert al Carnegie Hall, i el 1956, la parella va actuar a la Casa Blanca sota la presidència d'Eisenhower.
Amb el creixement del rock and roll, Ford i Paulvan anar desapareixent de les llistes a finals dels anys 50.
L'any 1956 Ford es va separar breument de Paul quan ella va fugir a Amarillo, Texas.
El juliol de 1958, Paul i Ford van abandonar Capitol i van signar amb Columbia Records, però amb aquest canvi no van aconseguir recuperar la seva carrera en declivi, i Ford va començar a patir cada cop més alcoholisme. L'any 1961 van aparèixer al Five Star Jubilee de la NBC.
Les i Mary es van divorciar el desembre de 1964.

## Darrers anys
El novembre de 1963, Ford va publicar el seu primer senzill en solitari, una versió en anglès de " Dominique", per a Calendar Records.
Cap al 1965 Ford es va casar amb Donald Hatfield, a qui ella coneixia des de l'institut, i es van establir a Monrovia, Califòrnia. Foy Willing i la seva dona van assistir a la recepció del casament.
Ford i les seves germanes van ser vocalistes a l'àlbum de Foy Willing The New Sound of American Folk, que va ser gravat a Sound House Recorders, que pertanyia al seu germà Bobby Summers a El Monte, Califòrnia, i publicat amb el segell Jubilee.
El baixista Red Wootten, que es va casar amb la germana de Mary, Eva Summers, va escriure a les seves memòries tocant al Crescendo de Los Angeles amb Mary, amb la seva germana Carol i el seu germà, Bob Summers:
El meu germà, Buddy Wootten, també baixista, em va trucar des d'Atlanta per dir-me que acabava d'acabar de treballar al Fox Theatre amb Les Paul i Mary Ford. Mary també m'ho va dir més tard. Això va ser mentre estava amb l'orquestra Woody Herman. Així, més tard, quan em vaig casar amb la seva germana (Eva), vam treballar amb la seva altra germana i Bob Summers (el seu germà) a la guitarra (també sona a Les Paul) i l'altra germana de Mary, Carol. El concert va ser el club Crescendo just al mig de Sunset Strip. Una articulació molt de moda!
Mary va afegir un bateria a Bob, Mary i jo mateix al baix elèctric. Vam fer gairebé tots els enregistraments de Les Paul-Mary Ford però amb un final més pesat al baix. Les va emprar la guitarra a les seves pistes de baix amb les fetes abans per Mary. En tots els seus enregistraments (per bons que fossin), sempre vaig trobar a faltar aquell so fosc profund . .. Mary (beneïu el seu cor) va gravar algunes de les meves composicions (mai publicades), però va fer un treball excel·lent com sempre. Mary es va divorciar de Les Paul i més tard es va casar amb el seu vell amic de l'escola de Monrovia, Califòrnia, és a dir, Don Hatfield, que era propietari d'una gran empresa de construcció a Califòrnia. Encara està amb nosaltres, i el veig de tant en tant. Ho fa molt bé, però trobo a faltar la Mary.
Bob Summers, el meu cunyat, també s'ha fet famós al llarg dels anys. Bob i jo vam treballar molt en discos de la MGM amb l'escena de Mike Curb, a principis dels anys 60. També va ser l'arranjador en cap de la Mike Curb Congregation, i van gravar part del meu material, genial també! També Bob i jo vam treballar a Capitol Records per a Ken Nelson i Cliffie Stone, passat fa poc. Hi ha massa artistes country per nomenar-los gairebé tots: Hank Thompson, Wynn Stewart, Rose Maddox i altres. Roy Lanham va fer un dels seus millors àlbums a la Sound House, Merced, a El Monte (els meus antics terrenys d'estampació) i la casa de Mary Ford, 9840 Kale Street. Bruce Summers (que ja no és amb nosaltres), un pianista amb qui vaig tocar unes quantes vegades; un autèntic swinger també.
A Downey, Califòrnia, la germana de Mary, Esther Williams, tocava l'orgue al restaurant The Village. La filla d'Esther, Esther Colleen "Suzee" Williams, va recordar un incident divertit al restaurant els anys després de la separació de Mary Ford i Les Paul:
Hi havia una cantant que va venir a cantar amb la meva mare. Es deia Lou Monica. Bé, la Mary li va demanar que aprengués la cançó "Donkey Serenade". No és una cançó fàcil de cantar. No obstant això, Monica va acceptar i després d'un parell de setmanes va dir que estava preparat. Quan va començar a cantar, les portes del club es van obrir de bat a bat, i va entrar Mary, vestida de negre amb un barret de gautxo negre, dalt d'un ruc! El senyor Mònica mai va fallar el ritme.

## Premis i honors
Ford i Paul van rebre una estrella al Passeig de la Fama de Hollywood per la seva gravació al 1541 Vine Street de Hollywood. El 1978, van ser incorporats al Saló de la Fama dels Grammy.

## Mort
Ford va caure en les complicacions de l'abús d'alcohol el 1977. Després de vuit setmanes en coma diabètic, va morir a Arcadia, Califòrnia, als 53 anys. Està enterrada a Forest Lawn-Covina Hills a Covina, Califòrnia. Encara que el seu any de naixement s'ha informat de diferents maneres com 1924, 1925 o 1928, l'any 1924 és el que està gravat a la seva làpida, juntament amb "Go with God", el títol d'una dels les seves cançons més populars.

## Pel·lícula documental
Les entrevistes i les imatges d'actuacions de la parella apareixen al documental musical Chasing Sound: Les Paul at 90, dirigit per John Paulson (Johnny Mathis Live, An Evening with Chita Rivera). Distribuïda per Koch Entertainment, la pel·lícula es va estrenar el 9 de maig de 2007 al Downer Theatre de Milwaukee, Wisconsin, seguida de la seva estrena televisiva, l'11 de juliol de 2007, a PBS com a part de la seva sèrie American Masters.

## Discografia

### Singles
- "Vaya con Dios"
- "Tennessee Waltz"
- "Mockin' Bird Hill"
- "How High the Moon"
- "The World Is Waiting for the Sunrise"
- "Whispering"
- "My Baby's Coming Home"
- "Lady of Spain"
- "Bye Bye Blues"
- "I'm Sitting on Top of the World"

### Àlbums
- Hawaiian Paradise
- The Hit Makers!
- The New Sound
- Les Paul's New Sound with Mary Ford, Vol. 2 – Capitol Records SM-286 (originally released 1951), A Capitol Monophonic Re-issue

A01 in the Good Old Summer Time [2:06]
A02 I'm Confessin' (That I Love You)[2:45]
A03 Three Little Words [1:53]
A04 The Lonesome Road [2:50]
A05 Carioca [2:20]
B01 I Can't Give You Anything But Love [1:54]
B02 Just One More Chance [1:50]
B03 Don'Cha Hear Them Bells [1:55]
B04 The Moon of Manakoora [2:45]
B05 Chicken Reel [2:05]
- Bye Bye Blues!
- Les and Mary
- Time to Dream
- Lover's Luau
- Warm and Wonderful
- Bouquet of Roses
- Swingin' South
- Fabulous Les Paul & Mary Ford